# Parafia św. Jana Chrzciciela w Gierzwałdzie
Parafia Świętego Jana Chrzciciela w Gierzwałdzie – rzymskokatolicka parafia w Gierzwałdzie, należąca do archidiecezji warmińskiej i dekanatu Grunwald.
Została utworzona 1 lipca 1991.